# Campionatul Mondial de Scrimă din 1988
Campionatul Mondial de Scrimă din 1986 s-a desfășurat la Orléans în Franța, pentru probele de spadă feminin la individual și pe echipe, care nu erau încă în programul olimpic. 

## Rezultate

### Feminin
| Probă               | Aur                                                                    | Argint                                                                         | Bronz                                                                                 |
| Spadă la individual | Brigitte Benon (FRA)                                                   | Sophie Moressée-Pichot (FRA)                                                   | Ninni Eglen (SWE)                                                                     |
| Spadă pe echipe     | RFG Carmen Engert Eva-Maria Ittner Sabine Krepf Renate Riebandt-Kaspar | Franța Brigitte Benon Sophie Moressée-Pichot Valérie Devaux Nathalie Devillers | Italia Saba Amendolara Alessandra Anglesio Cecilia Salvioli Elisa Uga Natalie Vezzali |

## Clasament pe medalii
| Loc | Țară   | Aur | Argint | Bronz | Total |
| --- | ------ | --- | ------ | ----- | ----- |
| 1   | Franța | 1   | 2      | 0     | 3     |
| 2   | RFG    | 1   | 0      | 0     | 1     |
| 3   | Italia | 0   | 0      | 1     | 1     |
| 3   | Suedia | 0   | 0      | 1     | 1     |